# Розрада (Halo)
Розрада (Solace) — шостий епізод першого сезону американського воєнного науково-фантастичного серіалу «Halo». Епізод написано Джонатаном Лібесманом, сценаристи — Сілка Луїза і Стівен Кейн. Перший показ відбувся 28 квітня 2022 року.

## Зміст
Вцілілі сили ККОН (Космічне Командування Об'єднаних Націй) повертаються на базу на Рубежі. Рада безпеки ООН бере Макі під свою опіку — хоча вона стверджує, що була в'язнем Ковенанту. Рада безпеки ООН не довіряє їй, вважаючи, що Ковенант не бере в полон людей.
Джон-117 погрожує Кетрін убити її, якщо вона не зізнається, що зробила з ним у дитинстві. Кортана вмовляє «Спартанця» не робити цього і він в останню мить погоджується. Потім Джон-117 зустрічається з Кетрін знову для спокійнішої особистої розмови. Вона розповідає, що всі «Спартанці» — це діти, яких викрали в батьків — щоб зробити з них суперсолдатів. Їх заміняли клонами, котрі швидко помирали нібито з природних причин. Як пояснює Кетрін, у Джона-117 є особливий генетичний код — ключ до вищого призначення людства у всесвіті. Цю розмову підслуховують Джейкоб і Маргарет, після чого забороняють їй продовжувати дослідження та закривають доступ до Кортани.
Посол Ковенанту Благословенна погоджується говорити тільки з Джоном-117. Вона розповідає йому своє справжнє ім'я — Макі, та що її викрали в дитинстві, як і Джона. Макі радить довіритися видінням з артефакта, не зупиняючись ні перед чим. Вона каже, що ймовірним місцем розташування другого ключового каменя є священна планета Ковенанту в зоряній системі Асперо під назвою Раас.
Через поведінку Джона та Кая після того, як вони усунули свої емоційні пригнічувачі, Парангоскі замінює Голзі на посаді керівника всіх поточних проектів — на Міранду. Міранда заступає Кетрін на посаді й виявляє, що в Джона-117 та Макі є однаковий ген. Джон-117 переконує Міранду пустити його до меншого артефакта. Він ледве не помирає при контакті, і цей же стан переживає Макі. Джон-117 з Макі бачать себе у величезному кільцевому світі. Кортана зламує мережевий захист і передає ці відомості Кетрін.

## Сприйняття та відгуки
Станом на квітень 2025 року на сайті «IMDb» серія отримала 7.7 бала підтримки з можливих 10 при 5411 голосах користувачів.
У огляді «Den of Geek» Меган Кроуз проставлено 3 зірки із 5 та в огляді зазначено: «Звичайно ж, у центрі подій — Майстер Чіф. Природа того, що артефакт зробив із ним, не цілком зрозуміла, а ще ж невизначена хвороба. Він чистий аркуш, але наповнений занадто багатьма деталями, щоб авдиторія могла спроєктувати на нього, як у відеогрі. Цей епізод підкреслює як важливість Чіфа для космічної боротьби, так і його порожнечу як людини. І, на жаль, у Шрайбера просто не вистачає часу, щоб заповнити велику прогалину всередині персонажа. Надто багато людей і подій у цьому епізоді.»
Оглядач «IGN» Джессі Шеден писав: «„Розрада“ значною мірою спирається на те, що завжди було найсильнішим елементом франшизи: нефункціональні стосунки між Чіфом і Голзіі. Тут ми маємо краще уявлення про злочини, вчинені Голзі в ім'я науки. Мабуть, немає проблеми, яку вона не могла б вирішити, убивши при цьому кількох клонів. Також епізод розкриває настільки ж токсичні стосунки між Голзі та її донькою. І загалом малює картину жінки, яка вірить, що цілі виправдовують будь-які засоби.»
Оглядач «The Washington Post» Джен Парк зазначав: «Тепер, повністю обміркувавша своє походження, Чіф і Голзі протистоять в шокуючій драматичній сцені, яка є винагородою не лише для нових глядачів, але й для давніх шанувальників. В іграх Голзі нечасто отримує по заслузі за свої підлі вчинки. У цій серії, навпаки, персонажі змушені рахуватися з наслідками своїх дій, але й забезпечено вражаюче емоційне відкриття. Не для Чіфа, але й для глядачів — незалежно від того, чи вони знають історію гри. Чіф доводить, що навіть поза полем бою він залишається найефективнішою та найнебезпечнішою зброєю людства, і ним неможливо маніпулювати.»

## Знімались
| Актор            | Роль                 |
| ---------------- | -------------------- |
| Пабло Шрайбер    | Чіф                  |
| Шабана Азмі      | адміралка Парангоскі |
| Наташа Кулзак    | Різ-028              |
| Олів Грей        | Міранда Кейс         |
| Єрін Ха          | Кван                 |
| Бентлі Калу      | Ваннак-134           |
| Кейт Кеннеді     | Кей-125              |
| Чарлі Мерфі      | Макі; Благословенна  |
| Денні Сапані     | Джейкоб Кейєс        |
| Джен Тейлор      | Кортана              |
| Бокім Вудбайн    | Сорен-066            |
| Наташа Мак-Елгон | Кетрін Голзі         |
| Раян Макпарланд  | Адун                 |
| Каспер Кнопф     | молодий Джон         |
| Квіеь До Нгок    | лейтенантка Гой      |
| Даніель Фіаманья | медсестра            |
| Клаудіус Петерс  | Малья                |
| Міранда Вілсон   | Пенма                |